# Willis Jackson
Willis « Gator » Jackson (né le 25 avril 1928 à Miami et décédé le 25 octobre 1987 à New York) est un saxophoniste ténor américain de jazz.

## Biographie
Il joue avec le chanteur Herb Jeffries puis avec Cootie Williams (1947-1949) avant de diriger son propre groupe, enregistrant sous son nom dès 1950.
Il accompagne aussi la chanteuse Ruth Brown, dont il est le mari, ainsi que le chanteur Little Willie John. Puis, il signe chez Prestige et débute en 1959 une longue série d'enregistrements avec une petite formation comprenant un organiste. Jack McDuff, Freddie Roach, Butch Cornell, Jackie Ivory, et Carl Wilson ont fait partie de son groupe, de même que les guitaristes Bill Jennings, Pat Martino et Boogaloo Joe Jones. En 1973, après avoir songé à arrêter la musique, il signe chez Muse pour une nouvelle série d'excellents enregistrements, côtoyant notamment Charles Earland, Von Freeman, Sonny Phillips, Mickey Tucker et Groove Holmes avec lequel il fait une tournée en France en 1980.
Willis Jackson s'était inspiré à ses débuts d'Illinois Jacquet. Il excelle dans le blues et les ballades, grâce à un son moelleux incomparable.
Jackson décède à New York une semaine après une opération cardiaque, en octobre 1987, à l'âge de 55 ans.

## Discographie

### En tant que leader
- Please Mr. Jackson (Prestige, 1959) - avec Jack McDuff et Bill Jennings
- Cool "Gator" (Prestige, 1959–60) avec Jack McDuff et Bill Jennings (aussi sorti sous le titre Keep on a Blowin)
- Blue Gator (Prestige, 1959–60)
- Cookin' Sherry (Prestige, 1959-60 1961)
- Together Again! (Prestige, 1959-60 [1965]) - avec Jack McDuff
- Really Groovin' (Prestige, 1961)
- In My Solitude (Moodsville, 1961)
- Together Again, Again (Prestige 1959-1961 [1966]) - avec Brother Jack McDuff
- Thunderbird (Prestige, 1962)
- Johnny "Hammond" Cooks with Gator Tail (Prestige, 1962) (avec Johnny « Hammond » Smith)
- Bossa Nova Plus (Prestige, 1962) (aussi sorti sous Shuckin)
- Neapolitan Nights (Prestige, 1962)
- Loose... (Prestige, 1963)
- Grease 'n' Gravy (Prestige, 1963)
- The Good Life (Prestige, 1963)
- More Gravy (Prestige, 1963)
- Boss Shoutin' (Prestige, 1964)
- Jackson's Action! (Prestige, 1964)
- Live! Action (Prestige, 1964 [1966])
- Soul Night/Live! (Prestige, 1964 [1966])
- Tell It... (Prestige, 1964 [1967])
- 'Gator Tails (Verve, 1964) (aussi sorti sous Willis Jackson)
- Smoking with Willis (Cadet, 1965)
- Soul Grabber (Prestige, 1967)
- Star Bag (Prestige, 1968)
- Swivelhips (Prestige, 1968)
- Gator's Groove (Prestige, 1968)
- Mellow Blues (Upfront, 1970)
- Gatorade (Prestige, 1971)
- Recording Session (Big Chance, 1972) [aussi sorti comme Plays Around With Hits (Jazz Trip), 1974]
- West Africa (Muse, 1973)
- Headed and Gutted (Muse, 1974)
- The Way We Were (Atlantic, 1975)
- Funky Reggae (Trip, 1976)
- In the Alley (Muse, 1976)
- Plays with Feeling (Cotillion), 1976
- The Gator Horn (Muse, 1977)
- Bar Wars (Muse, 1977)
- Single Action - avec Pat Martino (Muse, 1978)
- Lockin' Horns - avec Von Freeman (Muse, 1978)
- In Chateauneuf du Pape (Black and Blue, 1980) - aussi sorti comme Ya Understand Me? (Muse, 1984)
- Nothin' Butt (Muse, 1980)

### Compilations
- 1972 : The Best of Willis Jackson - Willis Jackson With Brother Jack McDuff (Prestige)
- 1986 : On My Own (Whiskey, Women, and ... Record Company), cinquante chansons
- 1998 : The Best of Willis Jackson Volume One - Gator's Groove (Ace), Prestige recordings
- 1998 : Legends of Acid Jazz - Willis Jackson (Prestige), de Blue Gator et Cookin' Sherry
- 1999 : Legends of Acid Jazz - Keep on a Blowin' (Prestige), de Keep on a Blowin' et Thunderbird
- 2000 : At Large (Prestige)
- 2001 : Willis Jackson with Pat Martino – Gravy (Prestige)
- 2003 : Willis Jackson with Jack McDuff – Together Again! (Prestige)
- 2004 : After Hours (Prestige), compilation de Loose... et Soul Grabber

### En tant que sideman
- 1957 : Ruth Brown (Atlantic, 1957) (avec Ruth Brown)